# Doomsday (Doctor Who)
"Doomsday" (intitulado "O Juízo Final"  no Brasil) é o décimo terceiro e último episódio da segunda temporada da série de ficção científica britânica Doctor Who, transmitido originalmente através da BBC One em 8 de julho de 2006. É a segunda de uma história dividida em duas partes, sendo a conclusão de "Army of Ghosts" transmitido na semana anterior. Ambos foram escritos por Russell T Davies e dirigidos por Graeme Harper.
A história apresenta os Daleks, presumivelmente extintos após os eventos do final da primeira temporada, e os Cybermen, que apareceram em um universo paralelo nos episódios "Rise of the Cybermen" e "The Age of Steel". Ambas as espécies chegam inesperadamente à Terra na conclusão de "Army of Ghosts" e a humanidade é pega no fogo cruzado. O alienígena viajante do tempo conhecido como o Doutor (David Tennant) e sua acompanhante de viagem Rose Tyler (Billie Piper) lutam por suas vidas tentando reverter a situação. Eles são bem-sucedidos, mas a um custo emocional para o Doutor e Rose, pois são deixados em universos separados.
O episódio marca o primeiro conflito entre os Daleks e os Cybermen nos 43 anos de história de Doctor Who; o conceito das duas espécies aparecendo juntas em tela foi proposto pela primeira vez em 1967, mas foi vetado por Terry Nation, o criador dos Daleks. O episódio marca a última aparição regular de Piper como Rose e de Noel Clarke como o ex-namorado dela, Mickey Smith; também tem a primeira aparição de Catherine Tate como Donna Noble, que serviria como a acompanhante do Doutor no episódio seguinte e na quarta temporada. O episódio e seu antecessor foram filmados entre novembro de 2005 e janeiro de 2006, junto com "Rise of the Cybermen" e "The Age of Steel".
O episódio é um dos episódios mais populares de Doctor Who desde o renascimento do programa em 2005. Foi indicado, junto com "Army of Ghosts", ao Prêmio Hugo de 2007 de Melhor Apresentação Dramática, Forma Curta, mas perdeu para o quarto episódio da temporada, "The Girl in the Fireplace". Ele obteve 89 a maior no Apreciação do Público, sendo um dos maiores da série. Foi bem recebido pela maioria dos críticos tanto pelo conflito Dalek-Cyberman quanto pela cena de despedida entre o Doutor e Rose.

## Enredo
Na câmara da esfera no Instituto Torchwood no One Canada Square, quatro Daleks conhecidos como o Culto de Skaro emergem da nave do vazio, junto com a Arca Gênesis, uma nave-prisão construída pelos Senhores do Tempo para aprisioná-los. Os Cybermen que tomaram o controle de Torchwood confrontam um deles, Dalek Thay, oferecendo uma aliança. Ele recusa, matando dois Cybermen. Dessa forma, o Cyber-Líder declara guerra aos Daleks.
Uma equipe de ataque leva o Doutor para a Terra paralela para se encontrar com Pete Tyler e teoriza que milhões de Cybermen passando pela fenda entre as duas Terras estão começando um processo que levará ambos os planetas a cair no Vazio. O Doutor explica que Pete está morto em seu universo, mas a esposa dele, Jackie, está viva. De volta à câmara da esfera, o Doutor permite que os Cybermen entrem e ataquem os Daleks. Mickey acidentalmente ativa a Arca enquanto escapa com o Doutor, Pete e Rose e o Dalek Sec leva a Arca para fora do prédio. Pete salva Jackie dos Cybermen e os dois se abraçam. O Doutor então leva todos para a sala de controle quando a Arca se abre e milhões de Daleks saem e começam a matar humanos e Cybermen no chão.
O Doutor explica que se ele abrir a fenda e revertê-la, qualquer um que tenha viajado entre os dois mundos será puxado para dentro, incluindo Rose, Mickey e Pete. O Doutor os envia junto com Jackie para a Terra paralela. Rose volta para ajudar o Doutor e os dois abrem a brecha e se seguram em grampos magnéticos enquanto os Cybermen e Daleks são puxados para o Vazio, mas Dalek Sec escapa. Rose perde o controle e começa a cair, mas no último segundo, Pete a transporta de volta para a Terra paralela enquanto a fenda é fechada.
Algum tempo depois, Rose tem um sonho onde ouve a voz do Doutor chamando-a. Junto de seus pais e Mickey, eles seguem a voz até uma baía remota na Noruega, onde o Doutor envia uma mensagem holográfica através de uma última brecha pequena entre universos. Rose lamenta a separação deles e diz ao Doutor que o ama; antes que ele possa responder, a brecha se fecha completamente e a imagem do Doutor desaparece. Na TARDIS, uma mulher misteriosa em um vestido de noiva aparece na frente dele.

## Produção

### Concepção

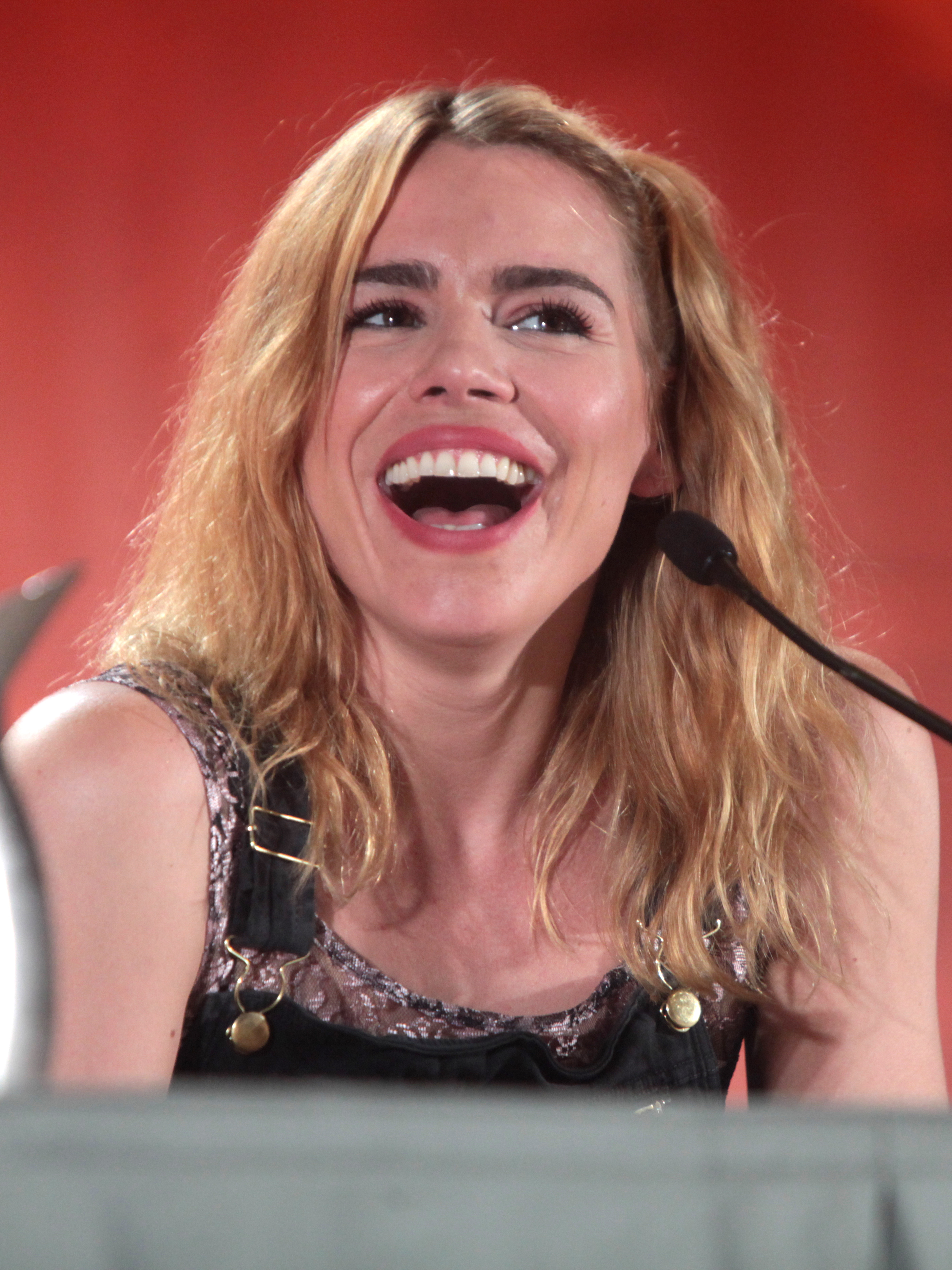
"Doomsday" contou com a saída de Rose Tyler, interpretada por Billie Piper (foto), que tomou a decisão de deixar o papel um ano antes.

O conceito dos Daleks e Cybermen aparecendo juntos em tela não era novo; em dezembro de 1967, a BBC abordou Terry Nation para ter ambas as raças em um serial, mas Nation vetou a ideia. O conceito veio a Russell T Davies enquanto mapeava a segunda temporada: a história serviria para ressuscitar os Daleks, que eram populares, e fornecer uma saída adequada para Piper, que decidiu deixar Doctor Who após dois anos. "Doomsday" é o primeiro episódio na história da série onde os Cybermen e os Daleks apareceram juntos; As duas raças já tinham sido apresentadas em "The Five Doctors" e "Army of Ghosts", mas em cenas separadas.
"Army of Ghosts" e "Doomsday" originalmente seriam ambientados na fenda temporal em Cardiff, que era o foco dos episódios "The Unquiet Dead" e "Boom Town". Quando Torchwood foi encomendada em 2005, Davies decidiu basear o spin-off naquela cidade e realocar "Army of Ghosts" e "Doomsday" para Canary Wharf em Londres.
Um ponto de discussão entre a equipe de produção foi sobre quem resgataria Rose; Davies e Julie Gardner queriam que Pete a resgatasse, enquanto Noel Clarke e Phil Collinson queriam Mickey. O papel foi finalmente dado a Pete, para enfatizar que ele havia aceitado Rose como uma filha adotiva. A resposta pretendida do Doutor para Rose também foi discutida; Davies, que a deixou sem resposta, afirmou que não sabia quando questionado por Collinson nos comentários para DVD do episódio, e Gardner acreditava veementemente que o Doutor retribuiria o amor de Rose.
Alguns elementos da história foram inspirados pela trilogia His Dark Materials de Philip Pullman, que ficou "lisonjeado" com as referências e comparou as ações de Davies com sua própria prática de referenciar obras.

### Filmagens

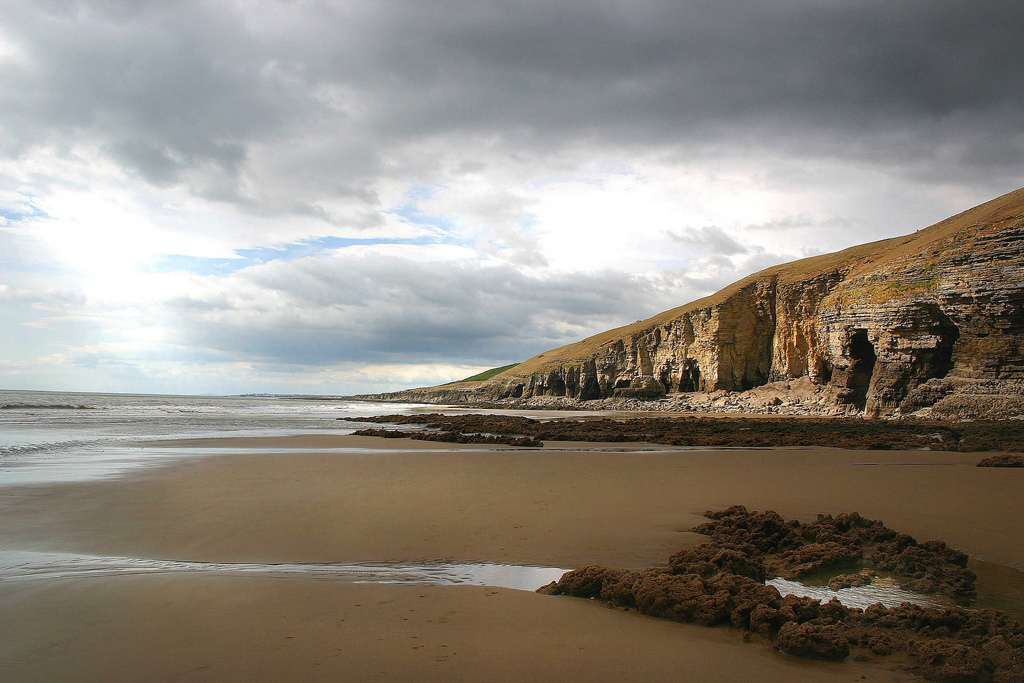
A praia de Southerndown, no País de Gales, foi usada como cenário para a despedida do Doutor e Rose.

Para garantir que Clarke e Shaun Dingwall estivessem disponíveis para as filmagens, a história foi gravada no terceiro bloco de produção da temporada junto com "Rise of the Cybermen" e "The Age of Steel". As filmagens começaram em 2 de novembro de 2005 em Kennington, Londres, mas não se tornaram o foco principal da equipe de produção até 29 de novembro, quando as filmagens começaram nas cenas dentro e ao redor da câmara da esfera. As cenas da residência da família Tyler no Mundo de Pete foram gravadas em Coedarhydyglyn em 21 de novembro, e a cena subsequente dos Tylers dirigindo pela Noruega foi filmada em Bridgend em 6 de dezembro. As cenas na sala de alavancas, o cenário principal da história, foram filmadas de 12 a 15 de dezembro de 2005 e de 3 a 5 de janeiro de 2006. O trabalho em tela verde na qual Rose é sugada para o Vazio ocorreu em 13 de janeiro, e a escaramuça entre os militares e os Cybermen na ponte foi filmada em 15 de janeiro.
Outras locações de filmagem ocorreram no Coal Exchange e na Mount Stuart Square, na Baía de Cardiff. A penúltima cena do episódio, a despedida entre o Doutor e Rose, foi filmada em 16 de janeiro de 2006 na praia de Southerndown no Vale of Glamorgan, que também foi o último dia de filmagem de Clarke e Dingwall. A última cena de "Doomsday", a aparição de Catherine Tate na TARDIS como Donna Noble (creditada como "A Noiva"), foi filmada em 31 de março durante a festa de encerramento da temporada. Para garantir o sigilo da partida de Rose e da aparição de Tate, apenas Piper e Tennant receberam os roteiros da cena de despedida, e o diretor Graeme Harper não foi informado da cena final até o último segundo possível.

### Música
Além de usar músicas existentes, como os temas para os Daleks, Cybermen e Rose, Murray Gold compôs especialmente um tema musical para a despedida de Rose intitulada "Doomsday", que contou com o trabalho vocal de Melanie Pappenheim. Em vez de usar os violinos aumentados que Davies e o resto da equipe de produção esperavam, Gold adotou uma abordagem minimalista. Ao lançar a faixa para a equipe de produção, o compositor descreveu a faixa como representando a energia e determinação desenfreadas de Rose enquanto ela procura pelo Doutor. Mais tarde, ele disse: "Eu queria sentir esse tipo de vibração, como o som de uma dor emocionalmente forte, porque pensei que seria isso que Rose faria se sentisse dor e corresse para o quarto para se trancar e chorar, de verdade". A peça usa o mesmo trabalho vocal do episódio "Rose", quando a personagem entra pela primeira vez na TARDIS, criando assim um efeito de enquadramento. A trilha é um favorito entre os fãs e da produtora executiva Julie Gardner, e é uma das razões, juntamente com a contribuição geral de Pappenheim e "Song for Ten" de "The Christmas Invasion", que a trilha sonora de ambas as temporadas foi lançada vários meses depois.

## Transmissão, recepção e legado

### Transmissão e bloqueio da mídia antes da transmissão
Para proteger o máximo de informações possíveis sobre o episódio, a cena final de "Army of Ghosts" foi retida de todas as pré-triagens fornecidas aos críticos. A equipe da "previsão de medo" do microsite de Doctor Who não foi autorizada a assistir "Doomsday" antes de sua exibição, e o acesso às cópias foi restrito; o site, portanto, não tem uma "previsão de medo" para o episódio. Apesar disso, o adereço do Dalek Sec, que não havia sido usado anteriormente na série, invadiu o palco no BAFTA Television Awards de 2006 enquanto a equipe de produção estava recebendo um prêmio. Uma moratória semelhante seria colocada no final da terceira temporada, "Last of the Time Lords".
A audiência final do episódio foi de 8,22 milhões de telespectadores e foi, excluindo a Copa do Mundo de 2006, a segunda transmissão televisiva mais assistida da semana, depois de um episódio de Coronation Street, e a oitava transmissão mais assistida incluindo a Copa do Mundo. A edição complementar do Doctor Who Confidential teve cerca de um milhão a mais de telespectadores, tornando-se a segunda transmissão mais assistida em um canal não terrestre naquela semana. As medidas foram maiores do que a partida seguinte da Copa do Mundo entre Alemanha e Portugal, que teve um milhão de espectadores a menos.

### Recepção crítica e lançamentos posteriores
"Doomsday" é um dos episódios mais populares de Doctor Who. Ele ganhou um Índice de Apreciação do Público (IA) de 89, que foi o maior número em quase dois anos - mais tarde foi superado por "The Stolen Earth", que teve um IA de 91, e é o primeiro episódio de Doctor Who a receber uma nita 10 na IGN, que parabenizou Davies por fazer um episódio de ação tão emocionante. O Television Without Pity deu ao episódio uma classificação "A+". O The Stage comentou que o conflito Dalek-Cybermen foi a "única coisa que vale a pena assistir" no fim de semana, ofuscando até mesmo a final da Copa do Mundo, e que a cena de despedida foi "lindamente escrita e tocada de forma comovente", sem "nenhum olho seco no universo". Dek Hogan do Digital Spy disse que o episódio foi "lindamente equilibrado e repleto de momentos de grande emoção e intensidade emocional" e que a única lágrima de óleo que a versão Cyberman de Yvonne derramou foi um "toque agradável". Ele criticou a aparição de Catherine Tate como desnecessária para encerrar o episódio e por "quebrar o clima". Stephen Brook do The Guardian considerou o episódio "um ponto alto da série moderna, altamente emocional, aterrorizante e genuinamente emocionante", enquanto a saída de Rose "foi realizada de forma brilhante". Ele comparou positivamente o enredo do episódio de uma guerra entre "os maiores monstros de todos os tempos na série" ao filme Alien vs. Predator.
Após sua exibição inicial, o episódio foi lançado em DVD, juntamente com "Fear Her" e "Army of Ghosts", em 25 de setembro de 2006. Foi ao ar pela primeira vez na CBC Television em 19 de fevereiro de 2007. "Army of Ghosts" e "Doomsday" foi uma das três histórias da segunda temporada de Doctor Who a ser indicada ao Prêmio Hugo de 2007 de Melhor Apresentação Dramática, Forma Curta; as outras histórias indicadas foram "School Reunion" e "The Girl in the Fireplace", com esta última ganhando o prêmio.
Em uma pesquisa de 2014 feita pela SFX, 90 000 leitores votaram na cena de despedida entre o Doutor e Rose como o melhor momento de ficção científica de todos os tempos.